# Christia Mercer
Christia Mercer es una filósofa estadounidense y profesora Gustave M. Berne en el Departamento de Filosofía de la Universidad de Columbia. Es conocida por su trabajo sobre la historia de los principios de la filosofía moderna, la historia del platonismo y la historia del género. Ha recibido atención nacional por su trabajo enseñando en prisiones y abogando por oportunidades educativas para las personas encarceladas. Es directora y fundadora del Centro para Nuevas Narrativas en Filosofía de la Universidad de Columbia, que "apoya la investigación innovadora en la historia de la filosofía y promueve la diversidad en la enseñanza y la práctica de la filosofía". Es editora de Oxford Philosophical Concepts, coeditora (con Melvin Rogers) de Oxford New Histories of Philosophy y fue elegida presidenta de la American Philosophical Association, División Este, 2019-2020.

## Vida y carrera profesional
Nacida y criada en Fort Worth en Texas, Mercer estudió historia del arte antes de vivir en Roma, donde estudió latín con Reginald Foster en la Universidad Gregoriana. Recibió un doctorado en filosofía de la Universidad de Princeton en 1989 bajo la supervisión de Margaret Dauler Wilson y una beca Fulbright para estudiar en los Archivos Leibniz de la Universidad de Münster en 1984. Enseñó en la Universidad de Notre Dame y la Universidad de California en Irvine antes de mudarse a Columbia en 1991.
Mercer ha sido Profesora Invitada en el Seminar für Geistesgeschichte und Philosophie der Renaissance, Universidad de Múnich en 2003, impartió las conferencias Ernst Cassirer en la Universidad de Hamburgo en 2006, y fue profesor invitado en la Universidad de Oslo (2012-2015).
Ha obtenido becas de la Fundación Humboldt (1993–94), NEH (2002), Herzog August Bibliotek, el National Humanities Center (2012), la American Academy en Roma (2013), la ACLS (2015–16), la Biblioteca Villa I Tatti de Harvard (2015) y la Biblioteca Folger (2016). En 2012, Mercer recibió una beca Guggenheim y en 2018-19 fue elegida becaria Mildred Londa Weisman en el Instituto Radcliffe de Estudios Avanzados. De 2004 a 2015, Mercer fue el editor norteamericano de Archiv für Geschichte der Philosophie. Sus premios a la enseñanza incluyen el Premio al Gran Maestro de Columbia College de 2008 y el Premio Mark van Doren de 2012, que reconoce anualmente a un profesor por su "compromiso con la instrucción universitaria, así como con la humanidad, su devoción a la verdad y su liderazgo inspirador".
En Columbia, Mercer ha participado activamente en actividades interdisciplinarias. De 2010 a 2012 y de 2013 a 2014, fue presidenta del curso de Core Curriculum, de Literatura de Humanidades, un curso interdisciplinario sobre las obras maestras de la literatura y la filosofía occidentales que toman todos los estudiantes universitarios de primer año en Columbia College. Fue Directora del Instituto de Investigación sobre la Mujer y el Género de Columbia de 2000 a 2001. También ha escrito artículos sobre el plagio, la Literatura de Humanidades, e la identidad queer para el periódico universitario Columbia Daily Spectator.
Fue elegida presidenta de la División Este de la Asociación Filosófica Estadounidense para el año 2019-20.

## Filosofía
Mercer comenzó su carrera trabajando principalmente en los principios de la filosofía moderna. Su libro, La metafísica de Leibniz: sus orígenes y desarrollo (CUP, 2001), ofrece una nueva interpretación del desarrollo filosófico de Leibniz. Ha publicado numerosas publicaciones sobre Leibniz y sobre la diversidad e importancia de los primeros platonismos modernos.
Mercer ha comenzado a dedicarse cada vez más a contextualizar la historia de la filosofía. Ha diseñado una serie de libros, Oxford Philosophical Concepts, que recluta a destacados académicos internacionales para pensar creativamente sobre las "vidas" de los conceptos en la historia de la filosofía. Hay más de 20 volúmenes en distintas etapas de producción y más de 15 publicados. Estos incluyen Animals, Dignity, Efficient Causation, Embodiment, Eternity, Evil, The Faculties, Memory, Moral Motivation, Persons, Pleasure, Self-Knowledge,and Sympathy. Cada uno de los volúmenes traza el desarrollo histórico de conceptos filosóficos centrales e incluye "reflexiones" interdisciplinarias. También es editora de la serie Oxford New Histories of Philosophy, que lanzó con la fallecida Eileen O'Neill y ahora coedita con Melvin Rogers, y que "habla de una creciente preocupación ampliar y reexaminar el pasado de la filosofía". El primer libro de esta serie se titula Mexican Philosophy in the 20th Century (Filosofía mexicana en el siglo XX) (2017) y fue editado por Carlos Alberto Sánchez y Robert Eli Sánchez. Mercer ha escrito sobre la importancia de una historia inclusiva de la filosofía en artículos de opinión para el New York Times y el Washington Post.
Motivada por su amiga, Eileen O'Neill, se ha dedicado cada vez más a descubrir y articular las ideas de las mujeres de principios de la Edad Moderna y de finales de la Edad Media. Su artículo, "Descartes' Debt to Teresa de Ávila, Or Why We Should Work on Women in the History of Philosophy", en Phil Studies, agosto de 2016, expone que el famoso argumento del malvado engañador en las Meditaciones sobre la Primera Filosofía se debe a Teresa de Ávila y pregunta cómo se ha pasado por alto este hecho crucial durante siglos. Además de su libro sobre la filosofía de la filósofa inglesa Anne Conway está publicando una nueva edición y traducción de los Principios de Conway con Andrew Arlig, Laurynas Adomaitis y Jasper Reid. Su próximo libro, Feeling the Way to Truth: Women, Reason and the Development of Modern Philosophy, sostiene que los historiadores de la filosofía deben repensar los supuestos centrales sobre la filosofía del siglo XVII y que los escritos de las mujeres desempeñan un papel mucho más significativo en esa historia de lo que se ha reconocido.

## Política y activismo
En 2015, Mercer se convirtió en el primer profesor de la Universidad de Columbia en enseñar en una prisión como parte de la Columbia's Justice In-Education (o Iniciativa Justicia en la Educación de Columbia en español). En el Centro Correccional Taconic, enseñó a prisioneras textos que incluyen La Orestíada de Esquilo, Medea de Eurípides, Lisístrata de Aristófanes y Noche de Reyes de William Shakespeare. Ha participado activamente en los movimientos de reforma educativa y penitenciaria, publicando artículos de opinión y artículos en el Washington Post y otros medios sobre el prejuicio de género en la filosofía, la historia del cristianismo y el complejo industrial de prisiones. En 2015, su publicación en la campaña de desinversión de la prisión de Columbia fue cuestionada públicamente por Jonathan Burns, director de asuntos públicos de Corrections Corporation of America, quien la acusó de hacer "múltiples declaraciones engañosas y falsas sobre nuestra empresa". La respuesta de Mercer argumentó que "la demanda de correcciones del Sr. Burns ejemplifica la lógica torturada de la corporación que representa".
Mercer es el fundador de Just Ideas, que "reúne a pasantes de Columbia y algunos de los profesores más talentosos de la ciudad de Nueva York para interactuar en igualdad de condiciones con las personas en las prisiones de Nueva York". Su experiencia enseñando a estudiantes encarcelados apareció en un segmento transmitido a nivel nacional en CBS This Morning y se describió en su artículo de opinión para el Washington Post y en un artículo sobre su experiencia para Columbia News. También ha enseñado en el Metropolitan Detention Center, una prisión federal en Brooklyn, sobre la que escribió en NBC Think. Desde principios de 2018, organiza minicursos disponibles para los hombres del Centro de Detención Metropolitano. Cada año, aproximadamente 250 hombres del CDM se gradúan de un minicurso, y una docena de profesores y dos docenas de estudiantes universitarios de Columbia aprovechan la oportunidad de enseñar.
En 2018, publicó un artículo de opinión defendiendo la importancia de hacer que el acceso a los libros esté disponible para las personas encarceladas. Fue entrevistada sobre este tema por  la emisión On Point de la estación de radio WBUR. En 2019 publicó un artículo sobre The philosophical origins of patriarchy ("los orígenes filosóficos del patriarcado") en The Nation.

## Premios y cargos recientes
- Presidente de la Asociación Filosófica Estadounidense, División Este, 2019-20.
- Beca del Instituto Radcliffe, 2018-19.
- Beca, Biblioteca Folger Shakespeare, primavera de 2016.
- Profesor titular, Villa I Tatti, Florencia, Italia, otoño de 2015.
- Miembro residente, American Academy, Roma, Italia, primavera de 2013.
- Beca soberana/afiliada a Columbia, American Academy, Roma, Italia, 2010–11.
- Gustave M. Berne Catedrático de Filosofía, 2009-presente.
- Premio al Gran Maestro, Sociedad de Graduados de Columbia, Columbia College, 2008.
- Cátedra Gustave M. Berne en el plan de estudios básico en Columbia College, 2003–2009.
- Editor norteamericano, Archiv für Geschichte der Philosophie, 2002–2015.
- Profesora Invitada, Centro Alexandre Koyré, École des Hautes Études en Sciences Sociales, diciembre de 2003, 5 de noviembre, 7 de diciembre.
- Conferencias Ernst Cassirer, Cátedra invitada Ernst Cassirer, Facultad de Filosofía, Universidad de Hamburgo, primavera de 2006.

## Libros
- Oxford New Histories of Philosophy, editor de la serie (coeditado con Melvin Rogers)
- Conceptos filosóficos de Oxford, editor de la serie
- Filosofía moderna temprana: mente, materia y mecanismo (coeditado con Eileen O'Neill), Oxford University Press, 2005.[47]
- La metafísica de Leibniz: sus orígenes y desarrollo, Cambridge University Press, 2001; edición de bolsillo, 2006.